# Пешков, Зиновий Алексеевич
Зино́вий Алексе́евич Пешко́в (фр. Zinovi Pechkoff, при рождении — За́лман Миха́йлович Свердло́в; 16 октября 1884, Нижний Новгород — 27 ноября 1966, Париж) — французский военный деятель и дипломат русско-еврейского происхождения. Корпусной генерал, участник Первой и Второй мировых войн, кавалер пятидесяти правительственных наград. Старший брат Якова Свердлова, крестник и приёмный сын Максима Горького.

## Биография

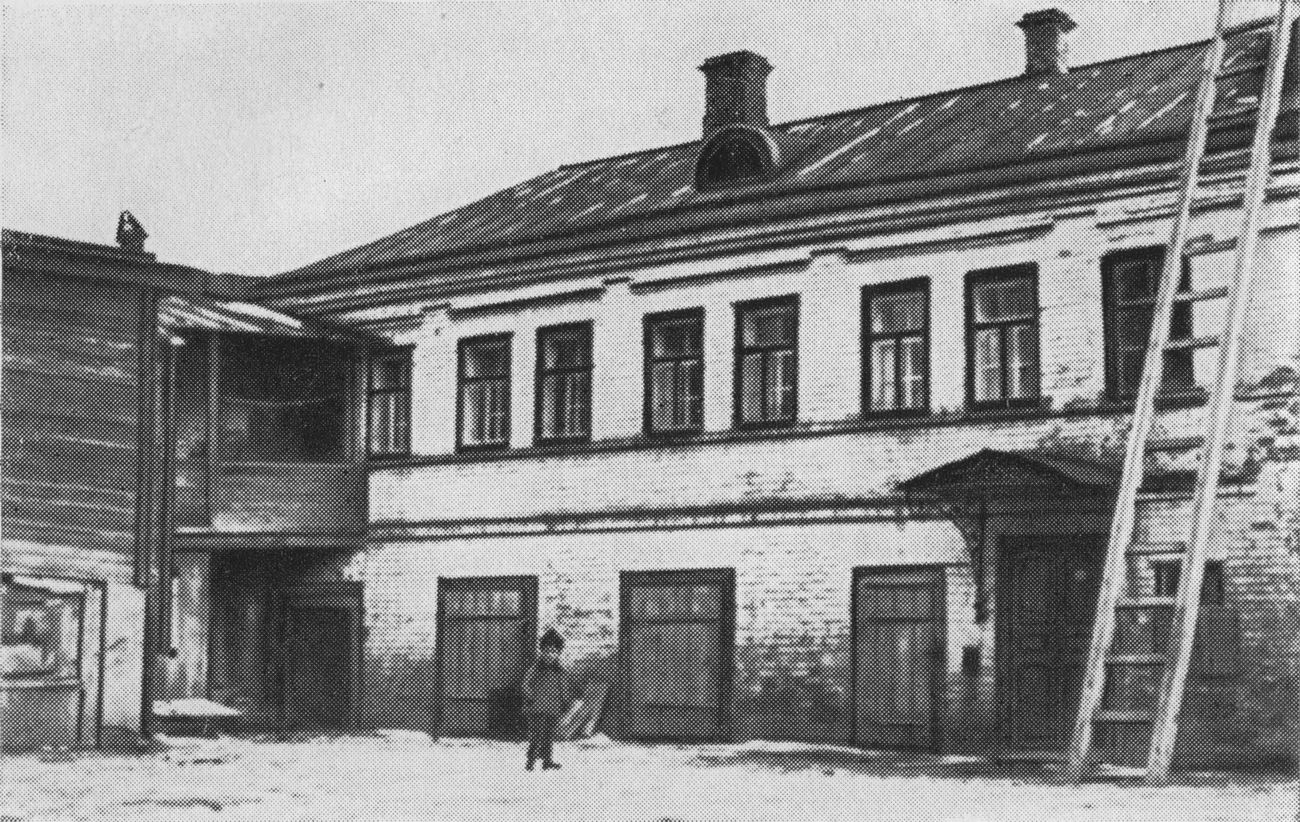
Дом в Нижнем Новгороде, где прошло детство Зиновия

Родился в еврейской семье. Имя при рождении Залман (в отдельных источниках упоминается Иешуа-Залман Михайлович Свердлов), имя Зиновий получил в 1902 при крещении. Сын гравёра Михаила Израилевича и Елизаветы Соломоновны Свердловых. Родители жили в Нижнем Новгороде на Большой Покровской (ныне дом № 6), в жилых комнатах при скоропечатной и гравёрной мастерской (мастерская в доме 8 является музеем).
Нередким гостем семьи Свердловых был живший в те годы в Нижнем Максим Горький (Алексей Пешков). В 1901 году Зиновий вместе с Максимом Горьким был подвергнут аресту по обвинению в использовании мимеографа в целях революционной пропаганды.
В 1902 году Зиновий уехал в Арзамас, где в то время жил в ссылке Максим Горький, и участвовал в читке его новой пьесы «На дне» в роли Васьки Пепла. В. И. Немирович-Данченко, для которого и устраивалось представление, отметив драматические и музыкальные способности юноши, рекомендовал ему постараться получить специальное музыкальное и артистическое образование. В 1902 году тот попытался поступить в Императорское филармоническое училище в Москве, но не был зачислен как еврей: лица иудейского вероисповедания (за некоторыми исключениями) не имели права жить в Москве. 30 сентября 1902 года принял православие (его крестил протоиерей Ф. И. Владимирский), став Зиновием, и получил от Горького, который был его крёстным отцом, отчество и фамилию — Пешков. Узнав об этом, Михаил Израилевич Свердлов отрёкся от сына. Однако смена фамилии не была признана властями.
В 1903—1904 годах Зиновий проходил обучение в школе Московского художественного театра. В 1904 году эмигрировал в Канаду, затем в США, а позже в Италию, главным образом проживал у Максима Горького, фактически усыновившего Зиновия. В 1910 году Зиновий Пешков женился на Лидии Петровне Бураго, дочери казачьего офицера, но через пять лет они расстались. В дальнейшем, разойдясь с Горьким во взглядах, эмигрировал во Францию, а его жена Лидия Бураго с четырёхлетней дочерью Лизой Пешковой осталась на Капри. С началом Первой мировой войны поступил в Иностранный легион.
В мае 1915 года потерял в сражении под Верденом правую руку по плечо. Был награждён Военным крестом с пальмовой ветвью. В 1916 году после лечения и реабилитации был восстановлен на военной службе и переведён в офицеры, в качестве переводчика был направлен в США, где находился до 1917 года.
С 1917 по 1920 год служил в дипломатических должностях на территории России, Румынии, Китая, Японии, Маньчжурии, Сибири (при Колчаке), Грузии, Крыма (при Врангеле). 
В Севастополе в ноябре 1920 года во время Крымской эвакуации спас князя В. А. Оболенского и его спутников, договорившись об их погрузке на броненосец «Вальдек Руссо».
Историк Рой Медведев в очерке «Свердловы. Слава и трагедия одной семьи» пишет о нём так: «Октябрьскую революцию Зиновий — крёстный сын Максима Горького — встретил враждебно. В годы гражданской войны Зиновий не раз бывал в советской России в качестве эмиссара французского правительства и разведки». Связей с оставшейся в России семьёй не поддерживал. Когда бывший личный секретарь Сталина Борис Бажанов бежал из СССР и встретился во Франции с Пешковым и хотел сообщить ему новости о его двух братьях и сестре, живших в России, тот ответил: «Что это не его семья, и что он о них ничего знать не хочет».
В 1921 году служил секретарём Международной комиссии помощи по сбору гуманитарных средств для РСФСР. С 1921 по 1926 год был офицером Иностранного легиона в Марокко, где участвовал в военных действиях. С 1926 по 1930 год служил в МИД Франции. С 1930 по 1937 год — при Верховном комиссаре в Леванте. С 1937 по 1940 год служил офицером в Иностранном легионе в Марокко.
Участвовал во Второй мировой войне. После поражения Франции эмигрировал в 1940 году в Лондон, где вступил в движение «Сражающаяся Франция» и был его представителем в Южно-Африканском Союзе в 1942—1943 годах. В 1943 году получил звание генерала, в 1944 году — статус посла. С 1943 по 1946 год являлся главой миссии в Китае. С 1946 по 1949 год служит главой миссии в Японии в качестве посла. В 1950 году вышел в отставку в звании генерала корпуса.
В 1964 году отправляется со специальной миссией к генералиссимусу Чан Кайши на Тайвань.
Являлся кавалером ордена Почётного легиона. Был другом генерала де Голля. Владел семью иностранными языками, в том числе арабским, китайским и японским.
Похоронен на кладбище Сент-Женевьев-де-Буа под Парижем. Покойный завещал, чтобы в его гроб положили православную икону, военный крест с пальмовой ветвью, Большой крест Почётного легиона и портрет Максима Горького. 

## Семья
- Отец — Михаил Израилевич Свердлов (умер в 1921 г.), был гравёром; мать — Елизавета Соломоновна (умерла в 1900 г.) — домохозяйка. В семье росло шестеро детей — две дочери (Софья и Сара) и четыре сына (Зиновий, Яков, Вениамин и Лев). После смерти жены (1900) Михаил Израилевич Свердлов принял православие и женился вторым браком на Марии Александровне Кормильцевой; в этом браке родилось ещё двое сыновей — Герман и Александр.
- Младший брат — Яков Михайлович Свердлов (1885—1919), один из руководителей большевистской партии, председатель ВЦИК РСФСР (после революции).
- Брат — Вениамин Михайлович Свердлов (1887—1939). Ещё до революции уехал в США и открыл там банк. После революции 1917 Яков Свердлов вызвал его в Россию. В 1938 Вениамин был арестован и затем расстрелян по приговору ВКВС как «троцкист».
- Брат — Лев Михайлович Свердлов (1893—1914).
- Сёстры — Софья (1882—1951) и Сара (1890—1964).
- Единокровные братья от второго брака отца — Герман и Александр.
- Жена (1910—1915) — Лидия Петровна Бураго (23.02.1886—1967)[16], дочь казачьего офицера[11].
- Дочь — Елизавета Зиновьевна Маркова-Пешкова (23.06.1911—1989)[17][18]. Жила вместе с матерью на Капри в Италии[11], затем вышла замуж за второго секретаря посольства СССР в Риме, старшего лейтенанта госбезопасности Ивана Александровича Маркова (1903—20.06.1938), с которым в 1937 уехала в СССР. В 1938 её муж был расстрелян на Коммунарке. Она сидела в лагере, была освобождена, преподавала итальянский язык в Военном институте иностранных языков, в 1948 году из-за угрозы нового ареста срочно уехала из Москвы на Кубань, работала дворником на пляже[19] и умерла в Сочи[11]. От Маркова имела двух сыновей — Александра (1935—16.02.1968)[18] и Алексея (17.02.1938—13.06.1993)[18][20]. Старший сын Александр Иванович служил в морской пехоте, в звании капитана погиб в автокатастрофе в 1968 г. Младший сын Алексей Иванович работал журналистом в «Московском комсомольце», «Книжном обозрении» и др.[21] У Алексея Ивановича, в свою очередь, родилась дочь Лиза[22].

## Мемуары
- A Few Glimpses into Russia, by Lieut. Zinovi Pechkoff National Geographic pages 238—285, vol 32, 1917 (англ.)
- The bugle sounds : Life in the Foreign legion by Zinovi Pechkoff 1926 ASIN B00085PURU (англ.)
- Bugle Sounds : Life In The Foreign Legion (1927) by Maj. Zinovi Pechkoff Feb 13, 2009 ISBN 1-84574-128-5 ISBN 978-1-84574-128-0 (англ.)